# Pokolj u Bilivodama
Pokolj u selu Bilivodama je bio ratni zločin kojeg su počinili pripadnici Armije RBiH nad tamošnjim stanovništvom Hrvatima. Pripadnici vojske Armije RBiH upali su u selo Bilivode jugozapadno od Zenice 17. i 18. travnja 1993. godine. Nakon stradanja, u tom selu danas živi samo jedna osoba. Protjerali su 200 Hrvata katolika, opljačkali selo, kuće minirali. Ubili su četvoricu mještana.  Ivo Kustura (72), Jozo Krišto (67), Luka Šestan (63) i Mirko Letić (45) na okrutan su način pogubljeni. Život je tih dana u selu ugašen, a tako je i četvrt stoljeća poslije. Danas u selu živi samo jedna osoba. Sredina travnja 1993. bilo je vrijeme kad su Muslimani prisilili Hrvate na napuštanje svojih domova u Zenici i okolici, a iz Zenice su spremali napad na druga područja Srednje Bosne gdje žive Hrvati.
Zenički Hrvati ni Hrvati iz okolnih sela nisu vjerovali da može doći do sukoba. Nisu htjeli ratovati, niti je netko imao ratnog iskustva. Nitko dotad nije bio na borbenoj crti gdje se zbilja ratovalo. No, Bošnjaci su napali Bilivode jer su bili jedina veza s Vitezom i Busovačom. Zenički Hrvati su ovdje stekli prva ratna iskustva. Može se reći da je ovdje počelo stradanje hrvatskog naroda u Zenici. Prvo je "čišćenje terena" u Bilivodama napravila 7. muslimanska, a poslije njih iz susjednog muslimanskog sela Dobrilje koji su sve opljačkali i popalili. Palež sela potvrđuje da nije zauzimanje bilo radi vojnostrateških ciljeva, nego radi etničkog čišćenja. Napad su poduzeli po zapovijedi. Četvoricu su Hrvata ubili da se nitkom ne bi palo na pamet vratiti. Skupina naoružanih muslimana od kojih su neki bili u vojinim odorama, a neki nisu, upali su u Bilivode. Prvo su iz neposredne blizine ubili staroga Ivu Kusturu ispalivši u njega više od 30 metaka. Okrutno su potom ubili još trojicu civila: Jozu Krištu, Luku Šestana i Mirka Letića. Tijela su im međusobno povezali i zapalili. Pronađena su u jednoj vikendici. Tragedija je mogla biti i gora. Srećom, hrvatski bojovnici su prije predaje uspjeli nekako izvući civile iz sela. Nakon predaje sprovedeni su u logor KPD Zenica. Selo se nije oporavilo od ovog zločina. Malo je obnovljenih kuća. Tolike su zarasle da zbog raslinja je teško uopće uočiti da su tu nekoć bile. Put do sela je zarastao i oronuo, i nema javnog prijevoza. Zločin nad selom nastavio se i poslije. Nekoć je na putu prema vrhu Bilivoda bio vrlo stari metalni križ s brončanim Isusovim korpusom, križ čiju godinu postavljanja ni najstariji nisu znali. Prije nekoliko godina podignut je drveni križ. Stari križ s brončanim raspelom nepoznati počinitelj je odrezao i prodao u staro željezo.
Za zločin na Bilivodama te smrt četiri civila gotovo da nitko nije odgovarao. Listopada 2015. županijski sud u Zenici osudio je Eniza Bašića na dvije godine zatvora za zločin protiv civilnog stanovništva, a proglašen je krivim da je kao pripadnik Armije RBiH odveo Luku Šestana i Mirka Letića iz kuće u selu Vardište i predao ih nepoznatim osobama na punktu u mjestu Bilivode. U presudi nije osuđen za ubojstva i spaljivanje tri civila tako da ubojice do danas nije stigla kazna. Nažalost, do danas je šutnja o ovom zločinu kako na javno-političkom području, isto tako i na medijskom.